# Condado de Juab
El condado de Juab (en inglés: Juab County), fundado en 1852, es uno de 29 condados del estado estadounidense de Utah. En el año 2000, el condado tenía una población de 8238 habitantes y una densidad poblacional de 1 persona por km². La sede del condado es Nephi.

## Geografía
Según la Oficina del Censo, el condado tiene un área total de 9568 km² (3694,2 mi²), de la cual 8785 km² (3391,9 mi²) es tierra y 38 km² (14,7 mi²) (0,43%) es agua.

### Condados adyacentes
- Condado de Tooele (norte)
- Condado de Utah (norte)
- Condado de Millard (sur)
- Condado de Sanpete (este)
- Condado de White Pine (Nevada) (oeste)

### Áreas protegidas
- Refugio Nacional de Vida Salvaje Fish Springs
- Bosque Nacional Fishlake (parte)
- Bosque Nacional Uinta (parte)

## Demografía
Según el censo de 2000  había 2456 personas, 1981 hogares y 2170 familias residiendo en la localidad. La densidad de población era de 1 hab./km². Había 2810 viviendas con una densidad media de 1 viviendas/km². El 96,56% de los habitantes eran blancos, el 0,15% afroamericanos, el 1,02% amerindios, el 0,34% asiáticos, el 0,05% isleños del Pacífico, el 0,86% de otras razas y el 1,66% pertenecía a dos o más razas. El 2,63% de la población eran hispanos o latinos de cualquier raza.
Los ingresos medios por hogar en la localidad eran de $38 ,139, y los ingresos medios por familia eran $42 655. Los hombres tenían unos ingresos medios de $33 621 frente a los $21 394 para las mujeres. La renta per cápita para el condado era de $12 790. Alrededor del 10,40% de la población estaban por debajo del umbral de pobreza.

## Localidades
- Callao
- Eureka
- Levan
- Mona
- Nephi
- Rocky Ridge
- Trout Creek
- Partoun
- Mills